# Melitaea galliaemontium
Melitaea galliaemontium är en fjärilsart som beskrevs av Ruggero Verity 1928. Melitaea galliaemontium ingår i släktet Melitaea och familjen praktfjärilar. Inga underarter finns listade i Catalogue of Life.